# Coelosphaera verrucosa
Coelosphaera verrucosa är en svampdjursart som först beskrevs av Carter 1886.  Coelosphaera verrucosa ingår i släktet Coelosphaera och familjen Coelosphaeridae. Inga underarter finns listade i Catalogue of Life.